# Ludwik Narbutt
Ludwik Narbutt (ur. 26 sierpnia 1832 w Szawrach, zm. 4 maja 1863 pod Dubiczami) – polski ziemianin, naczelnik wojenny powiatu lidzkiego w powstaniu styczniowym. 

## Życiorys
Syn Teodora Narbutta i Krystyny z Sadowskich. Uczył się w szkole pijarów w Lidzie. Za udział w konspiracji w 1850 roku aresztowany w Wilnie i karnie w marcu 1851 roku wcielony do wojska rosyjskiego, uczestniczył w walkach na Kaukazie, gdzie został odznaczony za odwagę orderem św. Anny 4 stopnia. Na Litwę wrócił w 1860 roku w stopniu podporucznika. W 1861 r. ożenił się z młodą wdową Amelią z Kuncewiczów Siedlikowską. Zamieszkał w Sierbieniszkach poświęcając się gospodarstwu. Młodszy brat Ludwika Bronisław, pisał w swoim pamiętniku o nim: „Widziałem go w 1860 roku w Lidzie. Był niewielkiego wzrostu, szczupły, blondyn, nieco łysy, z melancholijnym wyrazem na twarzy wielki zdrowy rozsądek, uczciwość, miłość dla ludzi – to były główne jego zalety małomówiący, skromny w ułożeniu, chętny zawsze dla każdego z pomocą”.
Był członkiem konspiracji w Armii Imperium Rosyjskiego, poprzedzającej wybuch powstania styczniowego.

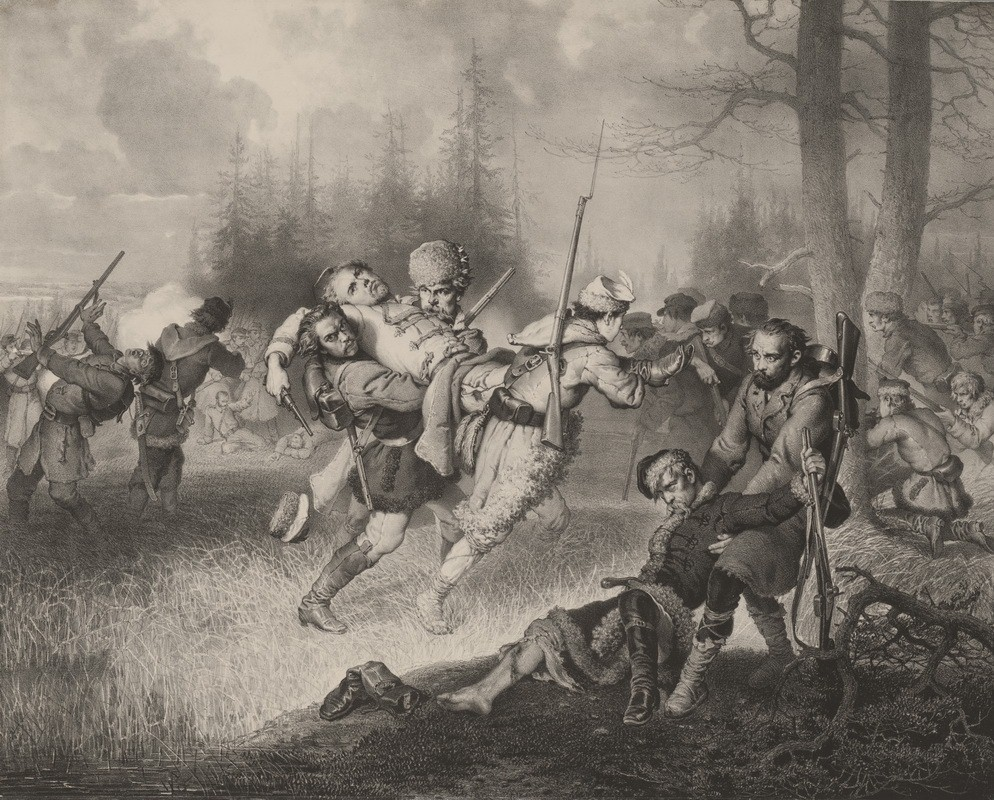
Michał Elwiro Andriolli, Śmierć Ludwika Narbutta w Dubiczach, 1864–1865, litografia.

Po wybuchu powstania styczniowego Ludwik Narbutt jako jeden z pierwszych w rejonie Lidy stanął do walki. 2 lutego 1863 roku wyruszył do Puszczy Rudnickiej na czele świeżo sformowanego oddziału, w skład którego wchodzili oprócz niego jeszcze jedynie jego brat i sześciu chłopów. Narbutt cieszył się dobrą opinią w okolicy, dzięki czemu oddział ziemiańsko-włościański szybko urósł w znaczną siłę. Do jego partii dołączył między innymi Michał Elwiro Andriolli z kilkoma swoimi poddanymi. Oddział Ludwika Narbutta wspierała jego siostra Teodora.
Narbutt stoczył szereg potyczek z wojskami carskimi, zadając nieprzyjacielowi dotkliwe straty. 16 lutego 1863 roku Narbutt zaatakował rosyjski pociąg pod Marcinkańcami i odbił wiezionych rekrutów. W dniu 9 marca 1863 roku doszło, w okolicach stacji kolejowej Rudziszki, do bitwy 100-osobowego oddziału Ludwika Narbutta z trzema rotami piechoty rosyjskiej i sotnią kozacką pod komendą Wimberga. Rosjanie, zaatakowani znienacka, pierzchli tracąc sporo ludzi i sprzętu. Kolejne bitwy i potyczki stoczono pod Nowym Dworem, pod Piłownią, koło Berszt, pod Kowalkami, nad jeziorem Dumbla.
4 maja 1863 ww okolicach jeziora Pielasa koło Dubicz oddział Narbutta został rozbity. W wyniku zdrady kmiecia z Dubicz Bazylego Karpowicza, który wskazał Rosjanom drogę do obozowiska powstańców, śmierć poniósł bohaterski dowódca oddziału i kilkunastu powstańców, wielu dostało się do niewoli, a pozostali poszli w rozsypkę. Nowy dowódca oddziału, Aleksander Poradowski, ukarał zdrajcę – w dniu Zielonych Świąt Bazyli Karpowicz został powieszony we wsi Montaty koło Dubicz. Podobny los spotkał innego zdrajcę, włościanina Jana Szymielewicza, powieszonego 3 czerwca 1863 roku w majątku Sumorokowszczyzna. Ten akt sprawiedliwości nie mógł jednak powetować straty rozbicia bitnego oddziału i śmierci utalentowanego dowódcy.

## Upamiętnienie
W 1916 roku jego imię nadano ulicy na warszawskim Mokotowie. W II RP istniał 76 Lidzki Pułk Piechoty im. Ludwika Narbutta.
W wielu publikacjach mylnie jako portret Ludwika Narbutta przedstawiany jest portret amerykańskiego generała George McClellana ze zbiorów Fundacji Rodzinnej Blochów.